# Abronia aurita
Espèce
Synonymes
- Gerrhonotus auritus Cope, 1869

Statut de conservation UICN

 EN B1ab(iii) : En danger
Abronia aurita est une espèce de sauriens de la famille des Anguidae.

## Répartition
Cette espèce est endémique du département d'Alta Verapaz au Guatemala. Sa présence est incertaine au Mexique.

## Publication originale
- Cope, 1869 "1868" : Sixth Contribution to the Herpetology of Tropical America. Proceedings of the Academy of Natural Sciences of Philadelphia, vol. 20, p. 305-313 (texte intégral).